# کشتی‌سازی زلنادولسک
کشتی‌سازی زلنادولسک (انگلیسی: Zelenodolsk Shipyard) یک شرکت کشتی‌سازی مستقر در زلنادولسک، روسیه است. این شرکت بخشی از هولدینگ آک بارس است.

## تاریخچه
هنگامی که غرب اتحاد جماهیر شوروی سوسیالیستی در اوایل جنگ جهانی دوم خالی از تجهیزات شد کارخانه زلنادولسک در محوطه کارخانه شروع به ساخت شکاری زیردریایی کلاس Artillerist کرد و به یک کشتی‌ساز نظامی مهم تبدیل شد.
پس از جنگ، این کارخانه کشتی‌سازی در ساخت کلاس‌های ناو شکاری زیردریایی و ناوچه‌های کوچک طراحی شده توسط دفتر طراحی خود، از جمله کلاس‌های ناو شکاری زیردریایی کرونشتاد، ناوچه کلاس پوتی و کاروت کلاس گیریشا تخصص داشت. پس از توسعه محوطه در اوایل دهه ۱۹۷۰، کارخانه زلنادولسک ناوچه‌های بزرگتر فریگیت کلاس کانی را تولید کرد که منحصراً برای صادرات در نظر گرفته شده بود. کلاس کانی بعدها توسط ناوچه کلاس ژپارد جایگزین شد.
کارخانه زلنادولسک همچنین کشتی‌های سطحی مسلح به موشک‌های بزرگ مانند کلاس درگاچ (طراحی شده توسط دفتر مرکزی طراحی دریایی آلماز در سن پترزبورگ) و همچنین برخی از کشتی‌های وابسته به نیروی دریایی را ساخت. معمولاً حداقل یک نوع کشتی غیرنظامی نیز در حال تولید بوده‌است، از جمله: یدک‌کش‌های رودخانه‌ای کلاس زلنادولسک در دهه ۱۹۵۰، قایق باله‌دار مسافری نوع میتیئر (طراحی شده در نیژنی نووگورود)، قایق‌های ماهیگیری دریای کاسپین در طول دهه ۱۹۶۰ و کشتی‌های یخچال‌دار ۳۷۰۰ تنی کلاس تاتارستان برای صنعت ماهیگیری در دهه ۱۹۷۰.